# Rupert's Land Act 1868

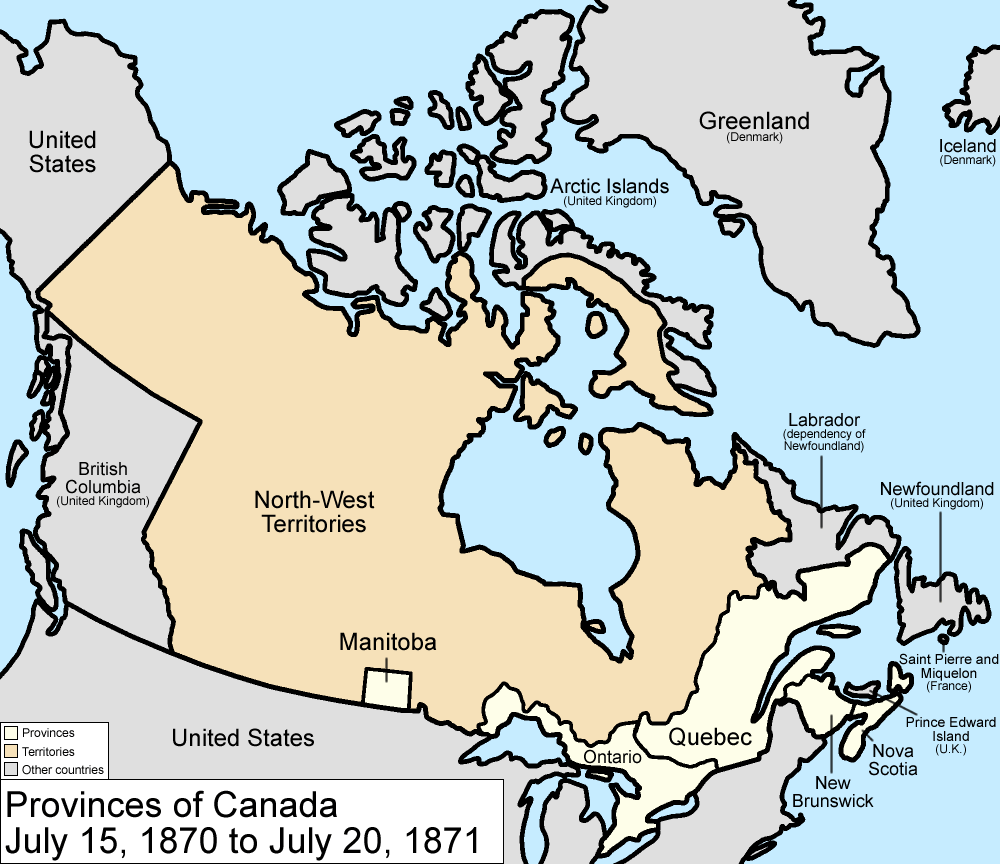
Kanada under tidigt 1870-tal.

Rupert's Land Act 1868 var den brittiska parlamentsakt från 1868, som godkände att Kanada köpte Ruperts land från Hudson Bay-kompaniet, och därmed skaffat sig ett landområde som sträckte sig ända bort till Stilla havets kust. Stora delar av området hamnade i Northwest Territories.

### Fotnoter
1. ↑  ”British Columbia (1871)” (på engelska). World Statesmen. http://www.bac-lac.gc.ca/eng/discover/politics-government/canadian-confederation/Pages/british-columbia-1871.aspx. Läst 10 november 2015.
2. ↑  ”Northwest Territories” (på engelska). World Statesmen. http://www.worldstatesmen.org/Canada_Provinces_A-O.html#Northwest. Läst 10 november 2015.